# Väinämöinen Vallis
La Väinämöinen Vallis è una struttura geologica della superficie di Plutone.